# Confederació Argentina
Confederació Argentina és un dels noms oficials de l'Argentina d'acord amb el que estableix l'article 35 de la Constitució de la Nació Argentina, junt amb el de República Argentina i Províncies Unides del Riu de la Plata.

## Entre 1835 i 1852
Entre 1835 i 1852, les províncies argentines van utilitzar aquest terme per a les seves relacions internacionals.
De fet, el territori de les Províncies Unides del Riu de la Plata es va comportar com una confederació, d'ençà que Juan Manuel de Rosas va prendre el control de Buenos Aires i la representació exterior del país. El nom Confederació Argentina s'utilitza per a referir-se al període comprès entre 1835 i 1852, en tant un estat federal basat en tractats interprovincials, sense una Constitució Nacional.

### Inestabilitat Política i Guerres
Durant tot el període de la Confederació, les Províncies Unides van viure en un seguit de guerres civils, dintre de les fronteres de l'actual Argentina, generada per exiliats polítics del Partit Unitari des de l'Uruguai, Xile i Bolívia, en lluita gairebé permanent per tal de recobrar el poder.
Simultàniament, a la República Oriental de l'Uruguai es va lliurar l'anomenada «Guerra Gran», que es va relacionar amb les guerres argentines. A la frontera nord es va lliurar la Guerra contra la Confederació de Perú i Bolívia.

### Conformació
La Confederació Argentina estava conformada per les províncies autònomes de Santa Fe, Entre Ríos, Corrientes, Tucumán, Salta, Jujuy, Santiago del Estero, Catamarca, Córdoba, La Rioja, San Juan, San Luis iMendoza.
Romanien a mans dels pobles originaris: la totalitat de la Patagònia, la regió de Chaco, la província de La Pampa i grans porcions d'altres províncies. Fins a la seva caiguda, el govern de Rosas no reconeixia la independència del Paraguai, però aquest mai va estar de fet, ni de dret, unida a la Confederació. El territori de la Misiones restava desert i amb la sobirania qüestionada per Paraguai.

## La Confederació Constitucional
Després de la batalla de Caseros, del 1853 fins al 1861, va prendre el nom de Confederació Argentina l'estat format per les províncies argentines sense la província de Buenos Aires, que es va constituir en un estat a part durant aquest període, conegut com a Estat de Buenos Aires. La seva separació es va deure al fet que l'elit comercial de Buenos Aires no acceptava al govern nacional a mans d'un líder federal de l'interior (en aquest cas, Justo José de Urquiza) ni firmar una Constitució que obligues a repartir amb les províncies els recursos duaners, que fins llavors beneficaven solament a Buenos Aires.
El règim establert a la ciutat i província de Buenos Aires, acabdillat per líders unitaris com Valentín Alsina i Bartolomé Mitre va retirar als seus representants del Congrés Constituent, abans que aquest adoptés la Constitució Nacional de 1853. Igualment, no es va mostrar disposat acceptar l'autoritat del Govern Nacional.
La sanció de la Constitució de 1853, que establia un règim federal de govern, va marcar una fita important en el desenvolupament de la Confederació. El 5 de març de 1854 foren elegits president i vicepresident el general Justo José de Urquiza i el doctor Salvador María del Carril, qui traslladaren als seus ministres a Paraná, establerta de forma provisional Capital de la Confederació Argentina.
Foren presidents de la Confederació el general Urquiza, el doctor Santiago Derqui i el general Juan Esteban Pedernera, aquest amb caràcter provisional.

## Final de la Confederació
Abans de la reforma de constitucional de 1860, s'usava "Confederació Argentina" al preàmbul i als articles; això no obstant, després d'aquesta i al reincorporar-se la Província de Buenos Aires a la Confederació, es van reemplaçar aquestes mencions per "Nació Argentina". De totes maneres, un article de la Constitució declara que, el nom de Confederació Argentina segueix essent un dels noms oficials del país.
La batalla de Pavón i la invasió dels exèrcits portenys a les províncies de l'interior van significar una ruptura decisiva i el terme "Confederació Argentina" va deixar d'utilitzar-se. Després de quasi un any, va assumir la presidència l'ex governador porteny Bartolomé Mitre.